# Echinopla

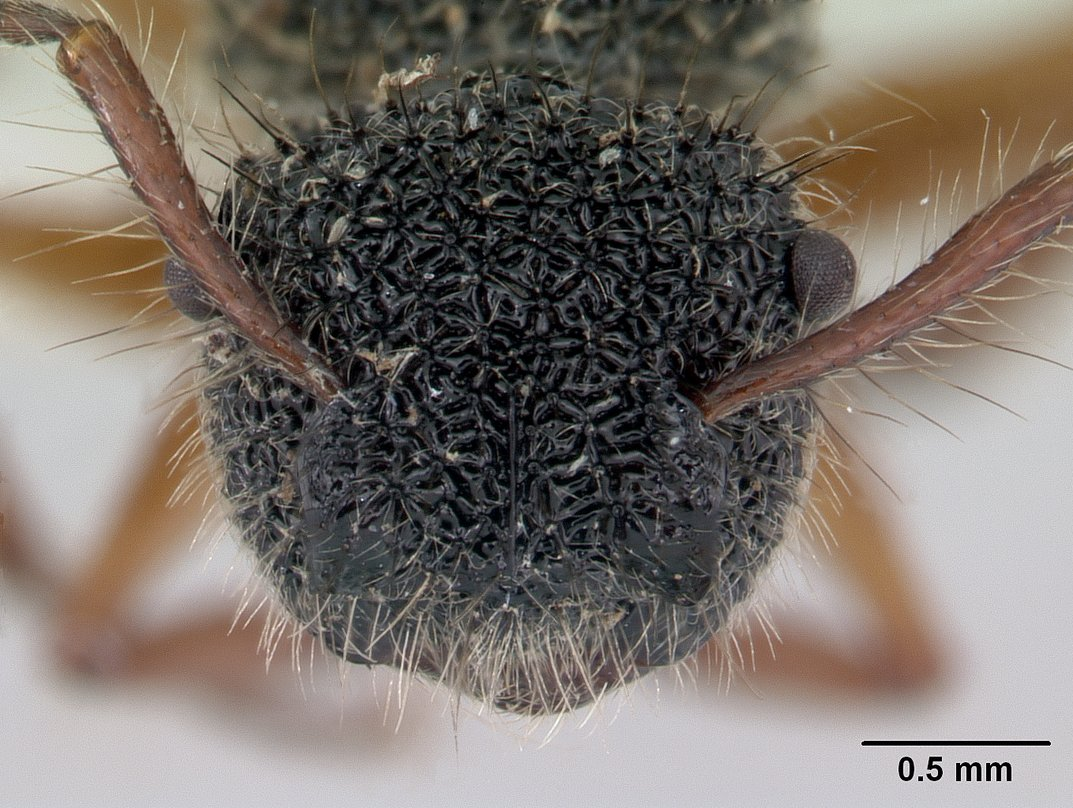
Муравей Echinopla pallipes, голова спереди

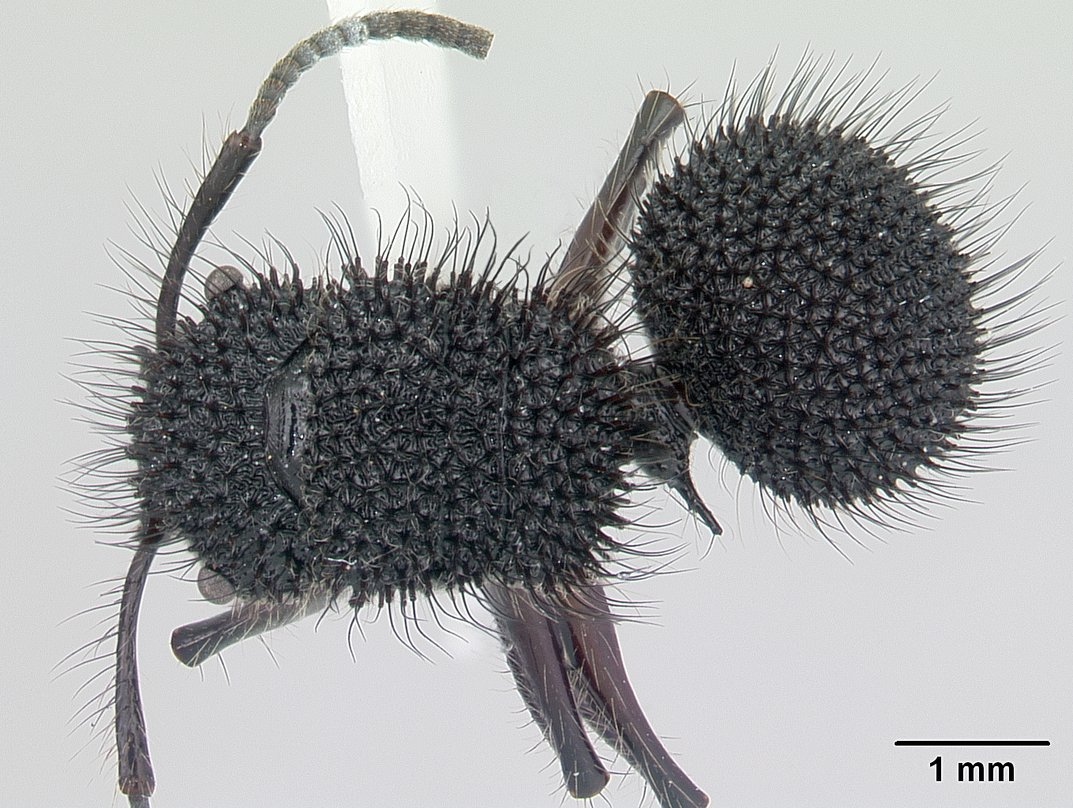
Муравей Echinopla melanarctos, вид сверху

Echinopla (лат.) — род муравьёв подсемейства формицины (Formicinae, Camponotini). Встречаются в Австралии и Юго-Восточной Азии (Индия, Индонезия, Таиланд, Филиппины, Новая Гвинея). Около 20 видов.

## Описание
Среднего размера (менее 1 см) муравьи чёрного цвета (ноги светлее). Голова и брюшко округлой формы. Тело покрыто многочисленными и длинными жёсткими щетинками, что делает некоторые виды этих муравьёв похожими на мелких ёжиков (отсюда и первая часть родового имени, др.-греч. ἐχῖνος — «ёж»). Покровы плотные, с морщинками или грубой крупной пунктировкой. Заднегрудка округлая без проподеальных зубцов, однако петиоль несёт сверху несколько шипиков. Усики у самок и рабочих 12-члениковые (у самцов усики состоят из 13 сегментов). Жвалы рабочих с 5 зубцами. Нижнечелюстные щупики 6-члениковые, нижнегубные щупики состоят из 4 сегментов. Голени средних и задних ног с одной апикальной шпорой. Стебелёк между грудкой и брюшком состоит из одного сегмента (петиоль). Из-за необычного внешнего вида Echinopla британский энтомолог Ф. Смит (впервые описавший этот род и первые его несколько видов в 1857 году), даже выделил его в отдельное семейство Cryptoceridae вместе с другими странными муравьями (Cataulacus, Cephalotes), имеющих экзотический внешний вид.

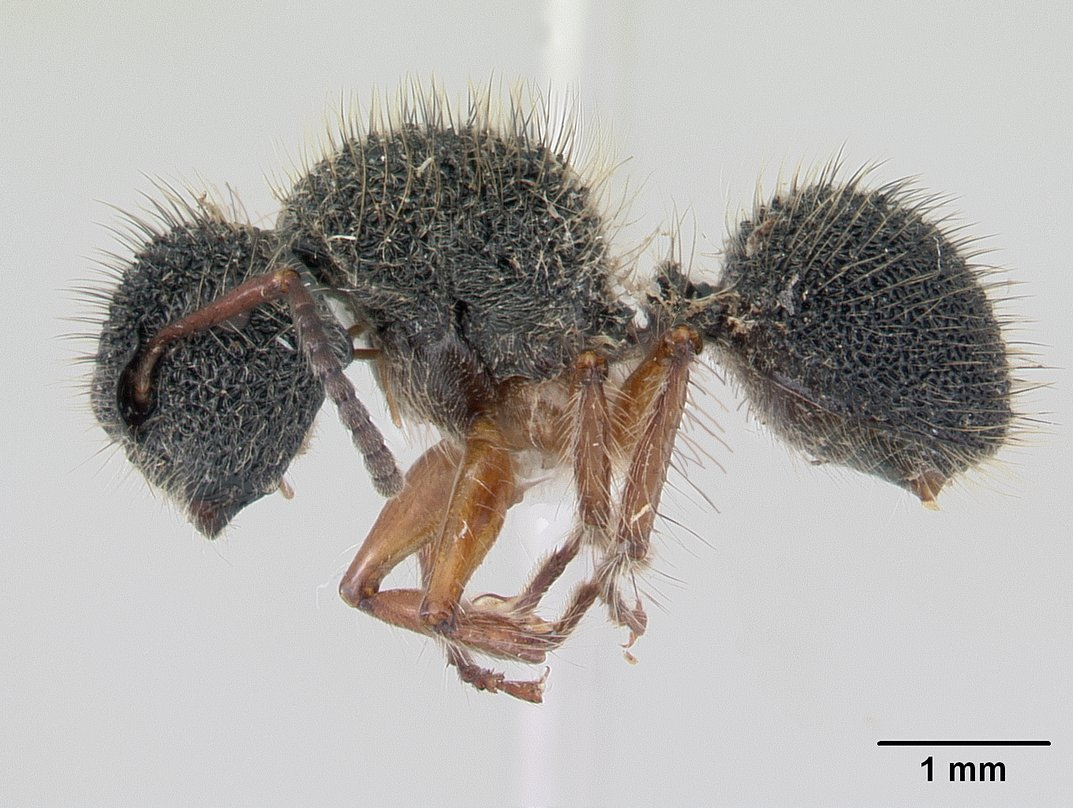
Echinopla pallipes
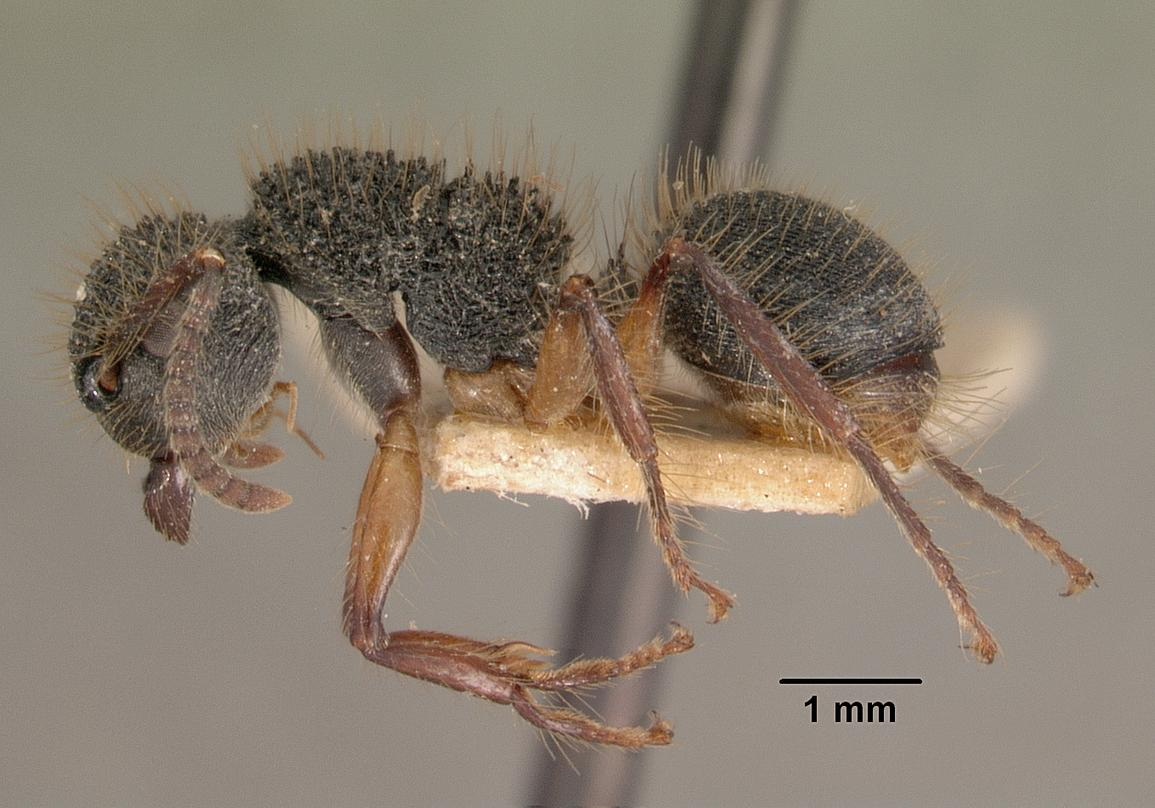
Echinopla tritschleri

## Систематика
Малоизученный род муравьёв из трибы Camponotini, ревизия группы за последние сто лет не проводилась. В настоящее время описано около 30 видов.
- Echinopla angustata Zettel & Laciny, 2015
- Echinopla arfaki Donisthorpe, 1943
- Echinopla australis Forel, 1901
- Echinopla brevisetosa Zettel & Laciny, 2015
- Echinopla cherapunjiensis Bharti & Gul, 2012
- Echinopla circulus Zettel & Laciny, 2015
- Echinopla corrugata Donisthorpe, 1943
- Echinopla crenulata Donisthorpe, 1941
- Echinopla deceptor Smith, 1863
- Echinopla densistriata Stitz, 1938
- Echinopla dubitata Smith, 1862
- Echinopla fisheri Zettel & Laciny, 2015
- Echinopla lineata Mayr, 1862
- Echinopla madli Zettel & Laciny, 2015
- Echinopla maeandrina Stitz, 1938
- Echinopla melanarctos Smith, 1857
- Echinopla mezgeri Zettel & Laciny, 2015
- Echinopla mistura (Smith, 1860)
- Echinopla nitida Smith, 1863
- Echinopla octodentata Stitz, 1911
- Echinopla pallipes Smith, 1857
- Echinopla praetexta Smith, 1860
- Echinopla pseudostriata Donisthorpe, 1943
- Echinopla rugosa André, 1892
- Echinopla serrata (Smith, 1859)
- Echinopla silvestrii Donisthorpe, 1936
- Echinopla striata Smith, 1857
- Echinopla subtilis Zettel & Laciny, 2015
- Echinopla tritschleri Forel, 1901
- Echinopla turneri Forel, 1901
- Echinopla vermiculata Emery, 1898
- Echinopla wardi Zettel & Laciny, 2015